# Gliniany (gromada)
Gliniany – dawna gromada, czyli najmniejsza jednostka podziału terytorialnego Polskiej Rzeczypospolitej Ludowej w latach 1954–1972.
Gromady, z gromadzkimi radami narodowymi (GRN) jako organami władzy najniższego stopnia na wsi, funkcjonowały od reformy reorganizującej administrację wiejską przeprowadzonej jesienią 1954 do momentu ich zniesienia z dniem 1 stycznia 1973, tym samym wypierając organizację gminną w latach 1954–1972.
Gromadę Gliniany z siedzibą GRN w Glinianach utworzono – jako jedną z 8759 gromad na obszarze Polski – w powiecie opatowskim w woj. kieleckim, na mocy uchwały nr 13f/54 WRN w Kielcach z dnia 29 września 1954. W skład jednostki weszły obszary dotychczasowych gromad Gliniany, Potok wieś i Potok kolonia ze zniesionej gminy Juljanów oraz wieś Folwarczysko z dotychczasowej gromady Łysowody ze zniesionej gminy Ruda Kościelna w tymże powiecie. Dla gromady ustalono 13 członków gromadzkiej rady narodowej.
31 grudnia 1961 gromadę zniesiono, a jej obszar włączono do gromad  Wólka Lipowa (wieś Potok oraz kolonie Potok, Kępa Las i Kozub) i Ożarów (osadę Gliniany, wsie Folwarczysko i Gliniany Poduchowne oraz leśniczówkę Stróża).